# Seattle Seahawks 2014
La stagione 2014 dei Seattle Seahawks è stata la 39ª della franchigia nella National Football League, la tredicesima giocata nel CenturyLink Field (precedentemente conosciuto come Qwest Field) e la quinta con come capo-allenatore Pete Carroll. I Seahawks iniziarono la stagione come campioni del Super Bowl in carica, vincendo per il secondo anno consecutivo la NFC West division e conquistando nuovamente il vantaggio del fattore campo nei playoff della NFC. Seattle divenne la prima squadra a guidare la NFL nel minor numero di punti subiti per tre anni consecutivi dai Minnesota Vikings nel periodo 1969-71.
I Seahawks aprirono i playoff battendo i Carolina Panthers nel divisional round, diventando i primi campioni in carica a vincere una gara nella post-season dai Patriots del 2005. Nella finale della NFC batterono ai supplementari i Green Bay Packers dopo essere stati in svantaggio per 16-0 alla fine del primo tempo e 19-7 a tre minuti dal termine, qualificandosi per il Super Bowl XLIX, perso contro i New England Patriots per 28-24.

## Movimenti di mercato

### Free agent
| Ruolo | Giocatore        | Tag | Squadra 2014         | Note                           |
| ----- | ---------------- | --- | -------------------- | ------------------------------ |
| CB    | Brandon Browner  | UFA | New England Patriots | Firma il 14 marzo              |
| WR    | Arceto Clark     | UFA | Seattle Seahawks     |                                |
| TE    | Kellen Davis     | UFA | New York Giants      | Firma il 4 aprile              |
| OL    | Breno Giacomini  | UFA | New York Jets        | Firma il 12 marzo              |
| K     | Steven Hauschka  | UFA | Seattle Seahawks     | Contratto 3 anni/9,5 milioni $ |
| QB    | Tarvaris Jackson | UFA | Seattle Seahawks     |                                |
| S     | Chris Maragos    | UFA | Philadelphia Eagles  | Contratto 3 anni/4 milioni $   |
| DL    | Clinton McDonald | UFA | Tampa Bay Buccaneers | Contratto 4 anni/12 milioni $  |
| OL    | Paul McQuistan   | UFA | Cleveland Browns     | Firma il 24 marzo              |
| WR    | Sidney Rice      | UFA | Ritirato             |                                |
| FB    | Michael Robinson | UFA | Ritirato             |                                |
| WR    | Golden Tate      | UFA | Detroit Lions        | Contratto 5 anni/31 milioni $  |
| CB    | Walter Thurmond  | UFA | New York Giants      | Contratto 1 anno               |
| WR    | Bryan Walters    | UFA | Seattle Seahawks     |                                |

## Scelte nel Draft 2014

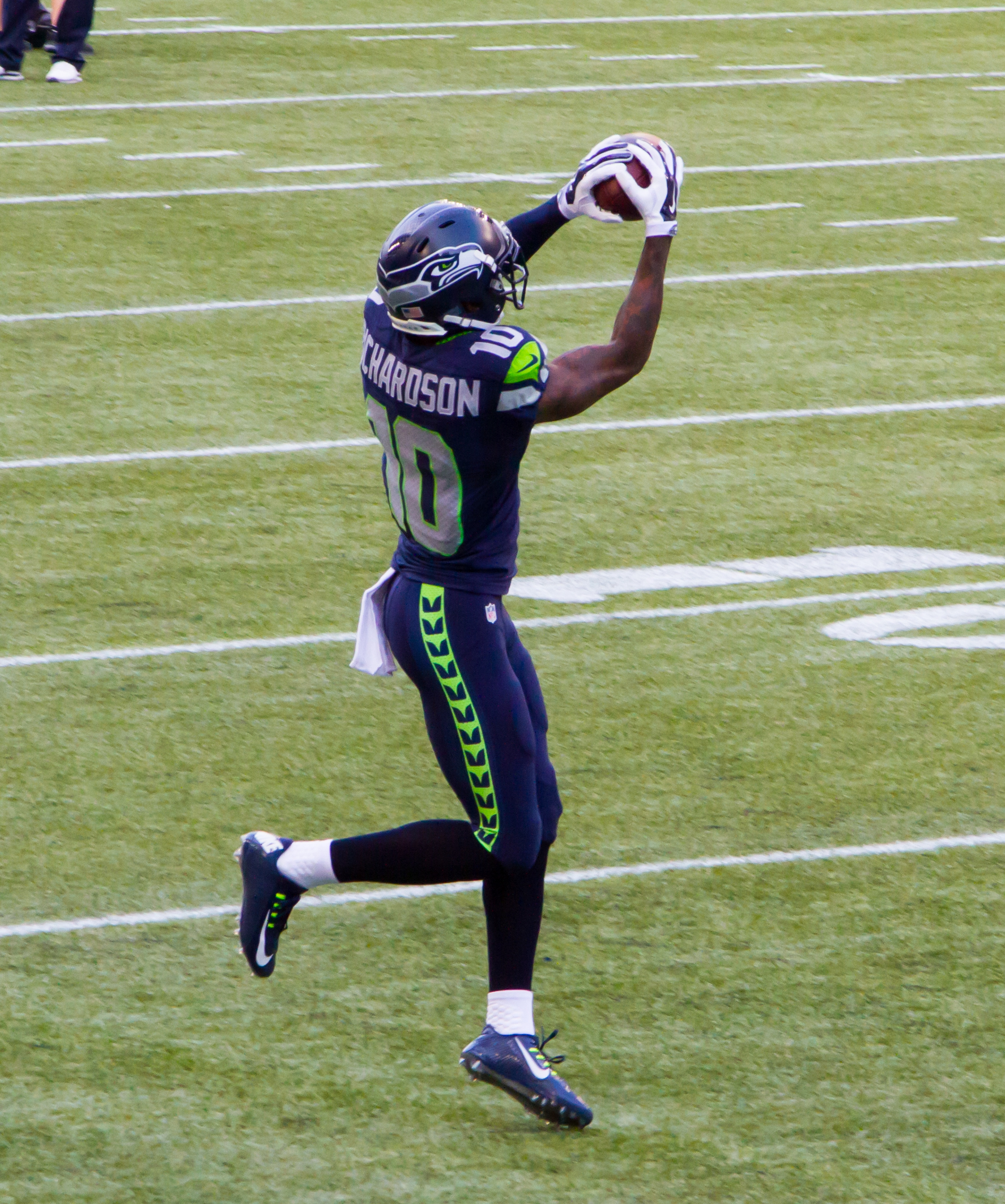
Paul Richardson fu il primo giocatore scelto da Seattle nel 2014.

| Ordine del Draft | Ordine del Draft | Ordine del Draft | Nome                              | Ruolo                             | Altezza                           | Peso                              | College                           | Note                              |                                 |
| Giro             | Scelta           | Totale           | Nome                              | Ruolo                             | Altezza                           | Peso                              | College                           | Note                              |                                 |
| 1                | 32               | 32               | Scambiata coi Minnesota Vikings   | Scambiata coi Minnesota Vikings   | Scambiata coi Minnesota Vikings   | Scambiata coi Minnesota Vikings   | Scambiata coi Minnesota Vikings   | Scambiata coi Minnesota Vikings   | Scambiata coi Minnesota Vikings |
| ---------------- | ---------------- | ---------------- | --------------------------------- | --------------------------------- | --------------------------------- | --------------------------------- | --------------------------------- | --------------------------------- | ------------------------------- |
| 2                | 13               | 45               | Paul Richardson                   | Wide receiver                     | 185 cm                            | 79 kg                             | Colorado                          |                                   |                                 |
| 2                | 32               | 64               | Justin Britt                      | Offensive tackle                  | 198 cm                            | 143 cm                            | Missouri                          |                                   |                                 |
| 4                | 8                | 108              | Scambiata coi Minnesota Vikings   | Scambiata coi Minnesota Vikings   | Scambiata coi Minnesota Vikings   | Scambiata coi Minnesota Vikings   | Scambiata coi Minnesota Vikings   | Scambiata coi Minnesota Vikings   |                                 |
| 4                | 8                | 108              | Cassius Marsh                     | Defensive end                     | 193 cm                            | 122 kg                            | UCLA                              |                                   |                                 |
| 4                | 23               | 123              | Kevin Norwood                     | Wide Receiver                     | 188 cm                            | 88 kg                             | Alabama                           | Dai Raiders                       |                                 |
| 4                | 32               | 132              | Kevin Pierre-Louis                | Outside linebacker                | 185 kg                            | 122 cm                            | Boston                            |                                   |                                 |
| 5                | 32               | 172              | Jimmy Staten                      | Defensive tackle                  | 193 cm                            | 107 kg                            | Middle Tennessee St.              |                                   |                                 |
| 6                | 23               | 199              | Garrett Scott                     | Offensive tackle                  | 193 cm                            | 131 kg                            | Marshall                          |                                   |                                 |
| 6                | 32               | 208              | Eric Pinkins                      | Free safety                       | 191 cm                            | 98 kg                             | San Diego State                   |                                   |                                 |
| 7                | 12               | 227              | Kiero Small                       | Fullback                          | 173 cm                            | 111 kg                            | Arkansas                          |                                   |                                 |
| 7                | 32               | 247              | Scambiata con gli Oakland Raiders | Scambiata con gli Oakland Raiders | Scambiata con gli Oakland Raiders | Scambiata con gli Oakland Raiders | Scambiata con gli Oakland Raiders | Scambiata con gli Oakland Raiders |                                 |

## Staff
| Staff dei Seattle Seahwaks nel 2014 |
| --- |
| Organi dirigenziali - Chairman: Paul Allen - Presidente: Peter McLoughlin - General Manager: John Schneider Capo allenatore - Pete Carroll Altri allenatori - Assistente capo-allenatore/Offensive Line: Tom Cable - Coordinatore dello sviluppo della forza e della condizione: Chris Carlisle - Assistente dello sviluppo della forza e della condizione: Mondray Gee e Jamie Yanchar - Qualità e controllo dell'attacco: Keith Carter e Dave Canales - Qualità e controllo della difesa: Robert Saleh Allenatori dell'attacco - Coordinatore dell'attacco: Darrell Bevell - Quarterback: Carl Smith - Assistente Quarterback: Dave Canales - Running Back: Sherman Smith - Wide Receiver: Kippy Brown - Tight End: Pat McPherson - Assistente della Offensive Line: Pat Ruel Allenatori della difesa - Coordinatore della difesa: Dan Quinn - Defensive Passing Game Coordinator: Rocky Seto - Assistente della difesa: Marquand Manuel - Defensive Line: Travis Jones - Linebacker: Ken Norton Jr. - Defensive back: Kris Richard Allenatori dello special team - Coordinatore dello Special Team: Brian Schneider - Assistente del coordinatore dello Special Team: John Glenn e Nick Sorensen |

## Roster
| Roster dei Seattle Seahawks nel 2014 |
| --- |
| Quarterback - 7 Tarvaris Jackson - 3 Russell Wilson - 5 B.J. Daniels QB Running Back - 24 Marshawn Lynch - 33 Christine Michael - 22 Robert Turbin - 46 Will Tukuafu FB Wide Receiver - 89 Doug Baldwin - 15 Jermaine Kearse - 83 Ricardo Lockette - 13 Chris Matthews - 81 Kevin Norwood - 19 Bryan Walters Tight End - 48 Cooper Helfet - 88 Tony Moeaki - 82 Luke Willson Offensive Linemen - 78 Alvin Bailey T - 68 Justin Britt T - 77 James Carpenter G - 79 Garry Gilliam T - 61 Lemuel Jeanpierre C - 65 Patrick Lewis C - 66 Keavon Milton T - 76 Russell Okung T - 64 J.R. Sweezy G - 60 Max Unger C Defensive Linemen - 56 Cliff Avril DE - 72 Michael Bennett DE - 67 Landon Cohen DT - 95 Demarcus Dobbs DE - 70 David King DE - 99 Tony McDaniel DT - 93 O'Brien Schofield DE - 94 Kevin Williams DT Linebacker - 52 Brock Coyle MLB - 51 Bruce Irvin OLB - 57 Mike Morgan OLB - 53 Malcolm Smith LB - 54 Bobby Wagner LB - 50 K.J. Wright LB Defensive Back - 28 Marcus Burley CB - 31 Kam Chancellor SS - 23 Jeron Johnson S - 20 Jeremy Lane CB - 41 Byron Maxwell CB - 35 DeShawn Shead CB/SS - 25 Richard Sherman CB - 34 Tharold Simon CB - 29 Steven Terrell FS - 26 Earl Thomas FS Special Team - 49 Clint Gresham LS - 4 Steven Hauschka K - 9 Jon Ryan P Lista delle riserve - 40 Derrick Coleman FB (IR) - 55 Heath Farwell LB (IR) - 6 David Gilreath WR (IR) - 97 Jordan Hill DT (IR) - 91 Cassius Marsh DE (IR) - 85 Anthony McCoy TE (IR) - 92 Brandon Mebane DT (IR) - 86 Zach Miller TE (IR) - 58 Kevin Pierre-Louis OLB (IR) - 39 Eric Pinkins S (NF-Inj.) - 10 Paul Richardson WR (IR) - 63 Stephen Schilling G (IR) - 75 Garrett Scott OT (NF-Inj.) - 98 Greg Scruggs DE (IR) - 75 De'Anthony Smith DT (IR) - 46 Mike Taylor LB (IR) - 90 Jesse Williams DT (IR) Squadra di allenamento - 87 RaShaun Allen TE - 37 Dion Bailey SS - 59 Allen Bradford LB - 30 Demitrius Bronson RB (IR) - 69 Nate Isles G - 16 Douglas McNeil WR - 62 Drew Nowak G - 44 Ryan Robinson DE - 67 Jimmy Staten DT - 74 Julius Warmsley DE (IR) 53 attivi, 19 inattivi, 8 nella squadra di allenamento, 0 free agent |
| Legenda - I rookie sono in corsivo. - Il primo ruolo è il principale mentre gli eventuali successivi indicano i ruoli secondari. - (IR) sta per Injured Reserve ed indica la lista ristretta per un solo giocatore infortunato che può tornare ad allenarsi dopo la settimana 6 e a rientrare in prima squadra dopo che questa ha giocato 8 partite. - (NF-Inj.) / (NF-Ill.) stanno rispettivamente per Non-Football Injured e Non-Football Illness ed indicano le liste dove viene inserito un giocatore che ha un infortunio o una malattia non dipendente dal football americano. - (PUP) sta per Physically Unable to Perform ed indica la lista dove viene inserito un giocatore mentre è in attesa di recuperare la condizione fisica. Nella stagione regolare dopo la sesta partita giocata dalla propria squadra, il giocatore ha tempo tre settimane per riprendere ad allenarsi, più tre settimane aggiuntive dal suo rientro agli allenamenti per rientrare in prima squadra. |

## Partite

### Pre-stagione
Il calendario della pre-stagione è stato annunciato il 9 aprile 2014:
| Turno | Data      | Ora       | Avversario         | Risultato | Risultato | Stadio                              | TV        | Tabellino |
| Turno | Data      | Ora       | Avversario         | Punteggio | Record    | Stadio                              | TV        | Tabellino |
| ----- | --------- | --------- | ------------------ | --------- | --------- | ----------------------------------- | --------- | --------- |
| 1     | 7 agosto  | 18:00 PDT | @ Denver Broncos   | S 16–21   | 0–1       | Sports Authority Field at Mile High | KCPQ      | Recap     |
| 2     | 15 agosto | 19:00 PDT | San Diego Chargers | V 41-14   | 1-1       | CenturyLink Field                   | KCPQ      | Recap     |
| 3     | 22 agosto | 19:00 PDT | Chicago Bears      | V 34-6    | 2-1       | CenturyLink Field                   | KCPQ/NFLN | Recap     |
| 4     | 28 agosto | 19:00 PDT | @ Oakland Raiders  | S 31-41   | 2-2       | O.Co Coliseum                       | KCPQ/NFLN | Recap     |

### Stagione regolare
| Turno | Data               | Ora                | Avversario            | Risultato          | Risultato          | Stadio                        | TV                 | Tabellino          |
| Turno | Data               | Ora                | Avversario            | Punteggio          | Record             | Stadio                        | TV                 | Tabellino          |
| ----- | ------------------ | ------------------ | --------------------- | ------------------ | ------------------ | ----------------------------- | ------------------ | ------------------ |
| 1     | 4 settembre        | 5:30 p.m. PDT      | Green Bay Packers     | V 36-16            | 1-0                | CenturyLink Field             | NBC                | Recap              |
| 2     | 14 settembre       | 1:05 p.m. PDT      | @ San Diego Chargers  | S 21-30            | 1-1                | Qualcomm Stadium              | Fox                | Recap              |
| 3     | 21 settembre       | 1:25 p.m. PDT      | Denver Broncos        | V 26-20 (DTS)      | 2-1                | CenturyLink Field             | CBS                | Recap              |
| 4     | Settimana di pausa | Settimana di pausa | Settimana di pausa    | Settimana di pausa | Settimana di pausa | Settimana di pausa            | Settimana di pausa | Settimana di pausa |
| 5     | 6 ottobre          | 5:30 p.m. PDT      | @ Washington Redskins | V 27-17            | 3-1                | FedExField                    | ESPN               | Recap              |
| 6     | 12 ottobre         | 1:25 p.m. PDT      | Dallas Cowboys        | S 23-30            | 3-2                | CenturyLink Field             | Fox                | Recap              |
| 7     | 19 ottobre         | 10:00 a.m. PDT     | @ St. Louis Rams      | S 26-28            | 3-3                | Edward Jones Dome             | Fox                | Recap              |
| 8     | 26 ottobre         | 10:00 a.m. PDT     | @ Carolina Panthers   | V 13-9             | 4-3                | Bank of America Stadium       | Fox                | Recap              |
| 9     | 2 novembre         | 1:25 p.m. PST      | Oakland Raiders       | V 30-24            | 5-3                | CenturyLink Field             | CBS                | Recap              |
| 10    | 9 novembre         | 1:25 p.m. PST      | New York Giants       | V 38-17            | 6-3                | CenturyLink Field             | Fox                | Recap              |
| 11    | 16 novembre        | 10:00 a.m. PST     | at Kansas City Chiefs | S 20-24            | 6-4                | Arrowhead Stadium             | Fox                | Recap              |
| 12    | 23 novembre        | 1:05 p.m. PST      | Arizona Cardinals     | V 19-3             | 7-4                | CenturyLink Field             | Fox                | Recap              |
| 13    | 27 novembre        | 5:30 p.m. PST      | @ San Francisco 49ers | V 19-3             | 8-4                | Levi's Stadium                | NBC                | Recap              |
| 14    | 7 dicembre         | 1:25 p.m. PST      | @ Philadelphia Eagles | V 24-14            | 9-4                | Lincoln Financial Field       | Fox                | Recap              |
| 15    | 14 dicembre        | 1:25 p.m. PST      | San Francisco 49ers   | V 17-7             | 10-4               | CenturyLink Field             | Fox                | Recap              |
| 16    | 21 dicembre        | 5:30 p.m. PST      | @ Arizona Cardinals   | V 35-6             | 11-4               | University of Phoenix Stadium | NBC                | Recap              |
| 17    | 28 dicembre        | 1:25 p.m. PST      | St. Louis Rams        | V 20-6             | 12-4               | CenturyLink Field             | Fox                | Recap              |

Note
- Gli avversari della propria division sono in grassetto.
- Le date e le reti televisive dalla settimana 5 alla settimana 17 erano soggette a cambiamenti, escluso il Monday Night della settimana 5 e le gare del Giorno del Ringraziamento della settimana 13[5]

### Playoff
| Turno            | Data                                      | Ora                                       | Avversario (seed)                         | Risultato                                 | Risultato                                 | Stadio                                    | TV                                        | Tabellino                                 |
| Turno            | Data                                      | Ora                                       | Avversario (seed)                         | Punteggio                                 | Record                                    | Stadio                                    | TV                                        | Tabellino                                 |
| ---------------- | ----------------------------------------- | ----------------------------------------- | ----------------------------------------- | ----------------------------------------- | ----------------------------------------- | ----------------------------------------- | ----------------------------------------- | ----------------------------------------- |
| Wild Card        | Qualificati direttamente al secondo turno | Qualificati direttamente al secondo turno | Qualificati direttamente al secondo turno | Qualificati direttamente al secondo turno | Qualificati direttamente al secondo turno | Qualificati direttamente al secondo turno | Qualificati direttamente al secondo turno | Qualificati direttamente al secondo turno |
| Divisional       | 10 gennaio                                | 17.15 PST                                 | Carolina Panthers (4)                     | V 31-17                                   | 13-4                                      | CenturyLink Field                         | Fox                                       | Recap                                     |
| NFC Championship | 18 gennaio                                | 12.05 PST                                 | Green Bay Packers (2)                     | V 28-22 (DTS)                             | 14-4                                      | CenturyLink Field                         | Fox                                       | Recap                                     |
| Super Bowl XLIX  | 1º febbraio                               | 15.30 PST                                 | vs. New England Patriots (A1)             | S 24-28                                   | 14-5                                      | University of Phoenix Stadium             | NBC                                       | Recap                                     |

## Riassunti delle partite

### Stagione regolare

#### Settimana 1: Green Bay Packers
| Seattle 4 settembre 2014, ore 5:30 PDT | Green Bay Packers | 16 – 36 (7-3, 3-14, 0-5, 6-14) referto | Seattle Seahawks | CenturyLink Field (68.424 spett.)\| Arbitro: \| John Parry \| |
| Arbitro:                               | John Parry        |                                        |                  |                                                               |

In quanto campioni in carica, i Seahawks ebbero il diritto di aprire la stagione in casa nella partita del giovedì notte contro i Green Bay Packers, considerati una seria pretendente al titolo dagli analisti. Fu il primo incontro tra le due squadre dal controverso Fail Mary Game del 2012. A issare la bandiera del dodicesimo uomo prima dell'inizio della gara furono i tre Hall of Famer della storia della franchigia, Steve Largent, Cortez Kennedy e il neo-indotto Walter Jones. I 68.424 spettatori furono un nuovo record per il CenturyLink Field.
I primi punti della gara furono segnati dopo otto minuti da Steven Hauschka con un field goal da 35 yard. Nel successivo possesso, Green Bay fu costretta a calciare un punt ma nel conseguente tentativo di ritorno, Earl Thomas, divenuto il punt returner della squadra dopo il passaggio di Golden Tate ai Detroit Lions, commise un fumble, recuperato dal rookie avversario Ha Ha Clinton-Dix. Nel successivo possesso, Aaron Rodgers trovò Jordy Nelson con un passaggio da 16 yard che aprì la strada al touchdown su corsa del fullback John Kuhn. Green Bay chiuse così in vantaggio il primo quarto per 7-3.
Subito dopo, i Seahawks orchestrarono un veloce drive, conclusosi col passaggio da touchdown da Russell Wilson per Ricardo Lockette, riportandosi in vantaggio. Qualche minuto dopo, Seattle commise una costosa penalità in difesa che portò i Packers in avanti di 44 yard, consentendo loro di segnare un field goal con Mason Crosby da 23 yard che riportò il punteggio in parità. Da quel momento però, l'inerzia della partita si spostò in favore di Seattle. Prima il tight end Zach Miller compì una spettacolare ricezione a una mano, poi Marshawn Lynch corse per 21 yard avvicinandosi alla end zone avversaria. Lo stesso Lynch poco dopo, corse quasi indisturbato per 9 yard fino al touchdown. Il primo tempo dunque terminò sul 17-10 per i padroni di casa.
I Seahawks ebbero il primo possesso del secondo tempo, ma la loro azione si concluse con un nulla di fatto. Dopo avere costretto anche gli avverarsi al punt, Seattle tornò a segnare da 20 yard con Hauschka, salendo a 20-10. Dopo otto minuti dall'inizio del terzo quarto, su una situazione di quarto down, Aaron Rodgers subì un sack da parte di Cliff Avril. Tre minuti dopo, il quarterback di Green Bay subì un altro sack, questa volta da parte di Michael Bennett, che forzò un fumble. Questo fu recuperato nella end zone da Derek Sherrod che subì un placcaggio da parte di Tony McDaniel, dando luogo a una safety e ad altri due punti per Seattle.
Prima della fine del terzo quarto, un passaggio da 10 yard da Wilson a Percy Harvin e una lunga corsa sempre di Wilson, aprirono la strada al secondo touchdown di giornata di Lynch nella prima azione del quarto periodo (29-10). Cinque minuti dopo, Rodgers trovò Randall Cobb con un passaggio da touchdown, ma la successiva conversione da punti non andò a buon fine per Green Bay. Gli ultimi punti della partita furono segnati dal fullback Derrick Coleman, che segnò il secondo touchdown in carriera su passaggio da 15 yard di Wilson. I Seahawks vinsero così per 36-16, in quello che fu il 18º successo negli ultimi 19 incontri disputati tra le mura amiche. Con la vittoria, divennero la prima squadra campione in carica a vincere la gara d'apertura dal 2011 (gli stessi Packers). Marshawn Lynch concluse con 110 yard corse in 20 tentativi e 2 touchdown. Percy Harvin guidò i suoi con 160 yard yard totali, 59 ricevute, 41 corse e 60 su ritorni di kickoff.
Questa fu la prima partita della storia della NFL a terminare con un punteggio di 36-16. In tutti i primi cinque anni che Pete Carroll allenò i Seahawks, vi fu almeno una partita con un punteggio mai fatto registrare in precedenza.

#### Settimana 2: @ San Diego Chargers
| San Diego 14 settembre 2014, ore 1.05 PDT | Seattle Seahawks | 21 – 30 (7-3, 7-17, 7-7, 0-3) referto | San Diego Chargers | Qualcomm Stadium (67.916 spett.)\| Arbitro: \| Pete Morelli \| |
| Arbitro:                                  | Pete Morelli     |                                       |                    |                                                                |

Le marcature si aprirono con un field goal segnato da Nick Novak dei Chargers da 50 yard. Fu la prima volta dalla gara della settimana 12 del 2012 contro i Chicago Bears che Seattle subì dei punti nel primo drive degli avversari. Seattle rispose però quasi subito con un touchdown su corsa da 51 yard di Percy Harvin, un nuovo primato personale per il ricevitore ex Vikings. I replay televisivi mostrarono tuttavia chiaramente che Harvin era uscito con un piede dalla linea linea laterale, perciò la marcatura avrebbe dovuto essere annullata.
San Diego aprì il secondo quarto col possesso del pallone e nel giro di tre minuti, il quarterback Philip Rivers passò da 8 yard un touchdown per il tight end Antonio Gates, tornando in vantaggio per 10-7. Dopo avere costretto Seattle al punt, San Diego segnò nuovamente con Novak da 43 yard. Tornati in possesso del pallone, i Seahawks commisero con Harvin un fumble nel successivo ritorno di kickoff. Questo fu recuperato dai Chargers che tre minuti e mezzo dopo si portarono in vantaggio 20-7 ancora sull'asse Rivers-Gates. A minuto dal termine del primo tempo, Russell Wilson guidò un rapido drive di 5 giocate e 52 secondi che si concluse col primo touchdown in carriera di Robert Turbin, su ricezione da 3 yard. A metà partita il risultato fu dunque di 20-14 in favore dei padroni di casa, con la difesa di Seattle che subì insolitamente il gioco sui passaggi degli avversari.
Il secondo tempo si aprì col possesso di San Diego, che si concluse con un nulla di fatto. Un paio di penalità nel drive successivo fecero percorrere poca strada ai Seahawks, così il possesso tornò in mano ai Chargers, che allungarono sul 27-14 col terzo touchdown di giornata di Antonio Gates, una cosa che non gli capitava dal 2007. In quel drive Earl Thomas si infortunò, venendo costretto a uscire dal campo ma tornandovi nel quarto periodo. Nell'ultima azione del terzo quarto, Wilson trovò Lynch, poco coinvolto fino a quel momento, con un touchdown da 14 yard, tornando sul 21-27.
Nell'ultimo quarto di gioco, Seattle tentò senza successo di segnare il touchdown del vantaggio, ma tutte le sue azioni furono zavorrate da penalità dei propri giocatori e da una cattiva vena della difesa, incapace di fermare i Chargers in diverse situazioni di terzo down. Nell'ultima azione della partita, dopo una conversione di quarto down fallita da Seattle, i Chargers si trovarono a sole cinque yard dalla end zone avversaria. La difesa riuscì a non subire touchdown e San Diego si accontentò del field goal del definitivo 30-21.

#### Settimana 3: Denver Broncos
| Seattle 21 settembre 2014, ore 1:25 PDT | Denver Broncos | 20 – 26 (DTS) (3-3, 0-14, 0-0, 17-3, 0-6) referto | Seattle Seahawks | CenturyLink Field (68.477 spett.)\| Arbitro: \| Bill Vinovich \| |
| Arbitro:                                | Bill Vinovich  |                                                   |                  |                                                                  |

A sollevare la bandiera del dodicesimo uomo fu Nate Robinson, giocatore dei Denver Nuggets, nativo di Seattle. Questa fu la prima rivincita del Super Bowl nella stagione successiva all'evento dal 1997. Nel secondo drive della loro partita, il quarterback Russell Wilson passò un pallone lateralmente a Jermaine Kearse che a sua volta lo ripassò in avanti allo stesso Wilson che fece così registrare la prima ricezione in carriera. Tre giocate dopo, i Seahawks aprirono le marcature da 21 yard con Hauschka. Denver rispose con un lungo drive da sette minuti, pareggiando la gara con un field goal da 24 yard.
Dopo uno scambio di punt nel secondo quarto, in soli due minuti Wilson guidò i suoi al primo touchdown della partita, passando d 39 yard a Lockette la sua seconda marcatura stagionale. La difesa dei Seahawks fermò poi Denver in 27 secondi, così Seattle ritornò in possesso del pallone a 2:38 dal termine del primo tempo. Un paio di corti passaggi ricevuti da Lynch e uno da 16 yard ricevuto da Baldwin avvicinarono velocemente i padroni di casa alla end zone, segnando il touchdown da 17-3 su passaggio da Wilson a Lynch da 5 yard.
Forte del vantaggio di 14 punti, l'attacco di Seattle adottò uno stile molto più conservativo nel secondo tempo e nel terzo quarto nessuna delle due squadre riuscì a segnare alcun punto. I primi punti del secondo tempo li segnò Denver mettendo a segno un tackle su Lynch nella end zone, propiziato pochi secondi prima da un sack di DeMarcus Ware su Wilson per una perdita di 7 yard. Dopo un punt dei Broncos, Wilson subì il primo intercetto stagionale ad opera di Chris Harris. Tre giocate dopo, Peyton Manning passò al tight end Julius Thomas il primo touchdown della sua partita, accorciando il punteggio sul 17-12. Seattle combinò poco nel drive successivo e il pallone tornò in mano ai Broncos. Mentre l'attacco guidato da Manning si stava avvicinando pericolosamente alla end zone dei campioni in carica, Kam Chancellor intercettò un passaggio diretto a Wes Welker, ritornandolo per 52 yard fino alle 35 yard di Denver, sembrando mettere in cassaforte la partita per Seattle. Per giungere al pareggio, con 2 minuti al termine, Denver avrebbe dovuto impedire a Seattle di segnare un touchdown, segnare un touchdown e la successiva conversione da 2 punti. Fu proprio ciò che accadde: prima Seattle si accontentò di segnare il field goal del 20-12, poi Manning in soli 35 secondi passò a Jacob Tamme un touchdown e infine passò con successo il pallone a Demaryius Thomas il pallone della conversione da 2 punti. I tempi regolamentari terminarono così sul 20-20.
Seattle vinse il lancio della monetina ed ebbe il primo possesso dei supplementari. Con una serie di brevi e precisi passaggi, oltre che con le sue corse, Wilson guidò i Seahawks a percorrere 80 yard di campo, concludendo il drive col touchdown della vittoria su corsa di Lynch da 6 yard che si tuffò nella end zone. I campioni in carica vinsero così per 26-20. Per i Broncos si trattò della prima sconfitta stagionale. Wilson salì a un record di 19-1 in casa, inclusi i playoff. Kam Chancellor mise a segno nove tackle, un intercetto, un fumble forzato e due passaggi deviati venendo premiato come miglior difensore della NFC della settimana.

#### Settimana 5: @ Washington Redskins
| Landover 6 ottobre 2014, ore 17.30 PDT | Seattle Seahawks | 27 – 17 (7-0, 10-7, 0-3, 10-7) referto | Washington Redskins | FedExField (79.522 spett.)\| Arbitro: \| Jeff Triplette \| |
| Arbitro:                               | Jeff Triplette   |                                        |                     |                                                            |

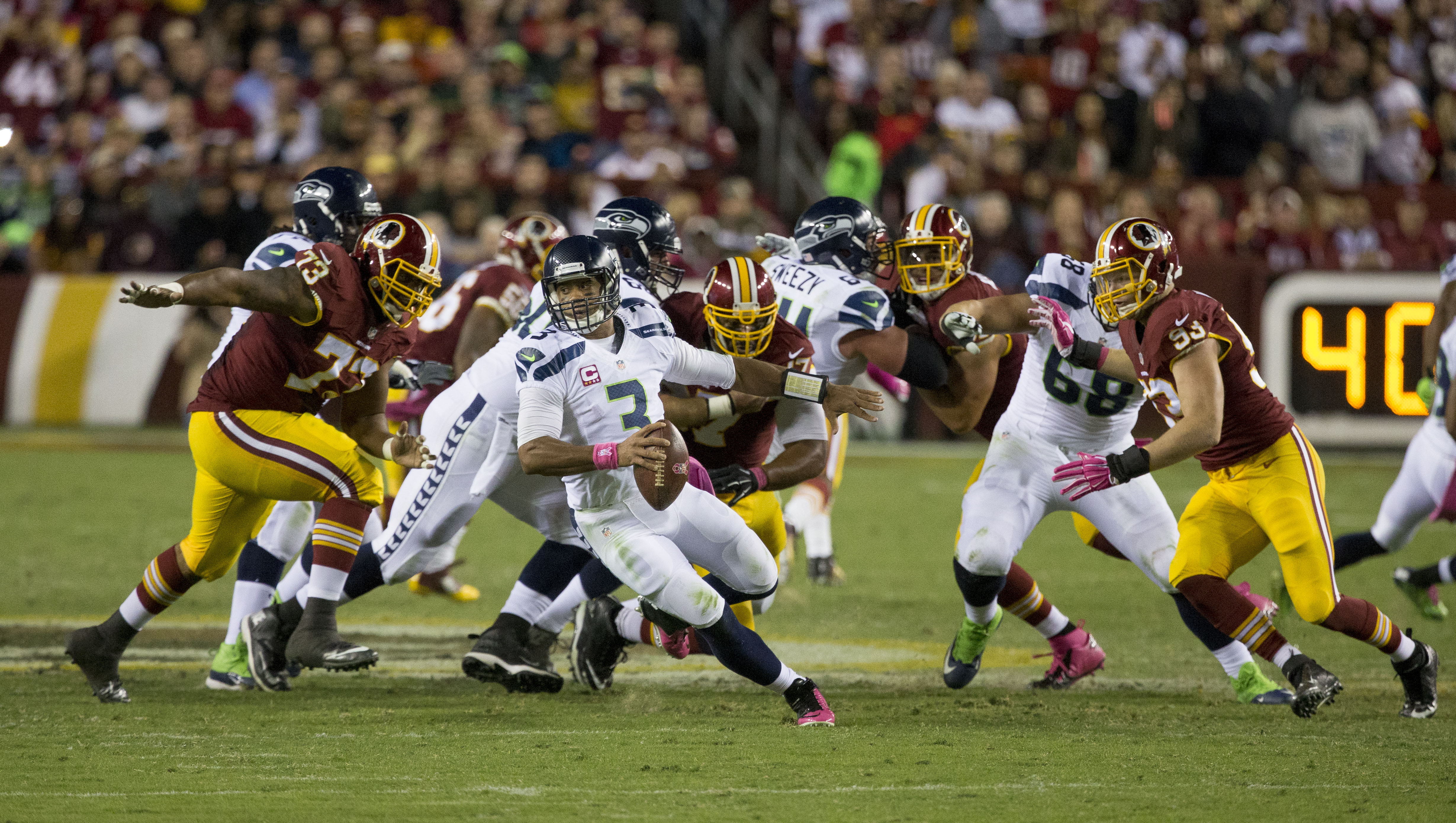
La gara della settimana 5 contro i Redskins.

Dopo la settimana di pausa, Seattle affrontò nel Monday Night Football i Washington Redskins, ultimi nella NFC East con un record di 1-3. Nel primo drive della partita, caratterizzato da due lunghe corse di Wilson da 16 e 29 yard, Seattle andò subito a segno con il primo touchdown stagionale di Jermaine Kearse su passaggio di 15 yard. Dopo diversi punt da ambo le parti, i Seahawks tornarono a segnare nel secondo quarto con Hauschka da 40 yard, quando poco prima era stato annullato ad Harvin un touchdown su corsa per una trattenuta. Dopo un punt dei Redskins, Seattle segnò altri 7 punti col primo touchdown su corsa stagionale di Wilson. Mentre sul 17-0 gli ospiti sembravano saldamente in controllo, nell'azione successiva il quarterback Kirk Cousins trovò DeSean Jackson con un touchdown da 60 yard che riportò Washington in partita e fece in qualche modo cambiare l'inerzia della gara. Il primo tempo si chiuse così sul 17-7.
Dopo avere guadagnato 13 primi down nella prima frazione di gioco, Seattle non ne conquistò nemmeno uno nel terzo quarto, mentre i Redskins segnarono un field goal con Kai Forbath da 27 yard nel primo drive della ripresa. Furono gli unici punti del terzo quarto, mentre il quarto si aprì dopo un minuto col terzo touchdown di giornata annullato da Harvin. Nel prosieguo dell'azione, Seattle riuscì comunque a segnare regolarmente con un passaggio da Wilson a Lynch che, col terzo touchdown su ricezione della sua stagione stabilì un nuovo primato personale. Quest'ultimo drive consumò oltre metà dell'ultimo quarto. Ad esso seguirono un passaggio da touchdown da Cousins ad Andre Roberts e un field goal di Hauschka per il definitivo 27-17. La contemporanea sconfitta dei Cardinals riportò i Seahawks in testa alla division a pari merito. Le 122 yard corse da Wilson furono un nuovo record per un quarterback nel Monday Night Football, inoltre il numero 3 di Seattle divenne solamente il terzo giocatore della storia (dopo Randall Cunningham e Michael Vick) a passare oltre 200 yard e correrne 120 nella stessa gara. Per questa prestazione fu premiato per la terza volta in carriera come miglior giocatore offensivo della NFC della settimana.

#### Settimana 6: Dallas Cowboys
| Seattle 21 settembre 2014, ore 1:25 PDT | Dallas Cowboys | 30 – 23 (7-10, 10-0, 3-10, 10-3) referto | Seattle Seahawks | CenturyLink Field (68.477 spett.)\| Arbitro: \| Bill Leavy \| |
| Arbitro:                                | Bill Leavy     |                                          |                  |                                                               |

Nella settimana 6 Seattle affrontò i Dallas Cowboys, in possesso di un record di 4-1 ed una delle squadre più in forma della lega. Ad innalzare la bandiera del 12º uomo prima dell'inizio della sfida fu Jordan Babineaux, il giocatore che placcò Tony Romo dopo il suo famoso fumble nei playoff del 2006. I Cowboys vinsero 30-23 e i Seahawks subirono solamente la seconda sconfitta casalinga Russell Wilson divenne il loro quarterback titolare all'inizio della stagione 2012. Dopo le lodi della gara precedente, Wilson faticò molto, passando con 14/28 per 126 yard, un touchdown su corsa e l'intercetto che pose fine alla gara. La difesa concesse diverse grandi giocate agli avversari, in particolare una conversione di una situazione di terzo down e venti nel quarto periodo, da Romo a Terrance Williams. Tale conversione portò poi DeMarco Murray a segnare il touchdown del vantaggio dei Cowboys per 27-23. I 30 punti subiti furono il massimo subito in casa nell'era Wilson. Con la sconfitta e le contemporanee vittorie di Arizona e San Francisco, Seattle scese al terzo posto nella division.

#### Settimana 7: @ St. Louis Rams
| St. Louis 19 ottobre 2014, ore 10.00 PDT | Seattle Seahawks | 26 – 28 (3-7, 3-14, 7-0, 13-7) referto | St. Louis Rams | Edward Jones Dome (57.855 spett.)\| Arbitro: \| Brad Allen \| |
| Arbitro:                                 | Brad Allen       |                                        |                |                                                               |

Nella settimana 7, i Seahawks persero la seconda gara consecutiva con i Rams in quel momento ultimi nella division con una sola vittoria a fronte di quattro sconfitte. Due giorni prima, i campioni in carica avevano ceduto Percy Harvin, la più costosa acquisizione della stagione precedente ai New York Jets. Trovatasi in svantaggio per 21-6 alla fine del primo tempo, Seattle riuscì a riportarsi a meno due punti di svantaggio a meno di quattro minuti dal termine col primo touchdown su ricezione dell'anno di Doug Baldwin ma i Rams riuscirono a fare scorrere il tempo rimanente, anche a grazie a un lungo passaggio del punter Johnny Hekker, andando a vincere. Seattle dominò nel computo delle yard totali guadagnate per 463 a 272, ma i Rams sfruttarono le giocate del loro special team per uscire vittoriosi.
In questa gara, Russell Wilson divenne il primo quarterback della storia a lanciare 300 yard e correrne 100 nella stessa partita, oltre che stabilire il nuovo record di franchigia per un quarterback con una singola corsa da 52 yard che superò il primato di 41 yard di Jim Zorn nel 1979.

#### Settimana 8: @ Carolina Panthers
| Charlotte 26 ottobre 2014, ore 10.00 PDT | Seattle Seahawks | 13 – 9 (0-3, 3-3, 3-0, 7-3) referto | Carolina Panthers | Bank of America Stadium (74.042 spett.)\| Arbitro: \| Walt Coleman \| |
| Arbitro:                                 | Walt Coleman     |                                     |                   |                                                                       |

Nell'ottavo turno, Seattle affrontò un'altra squadra particolarmente bisognosa di una vittoria, i Carolina Panthers, fermi su un record di 3-3-1. In una partita tesa e dominata dalle difese, i Seahawks chiusero in svantaggio il primo tempo sul 6-3. Dopo avere impattato la gara nel terzo quarto, i Panthers si portarono nuovamente avanti con un field goal da 49 yard di Graham Gano. Nell'ultimo periodo di gioco, Russell Wilson passò il touchdown del sorpasso da 23 yard al tight end Luke Willson a 49 secondi dal termine e la squadra tornò alla vittoria e un record positivo (4-3). Fu il terzo anno consecutivo in cui Wilson portò i Seahawks a ribaltare il risultato nel secondo tempo contro Carolina. Nelle due sfide precedenti aveva passato i touchdown della vittoria nella seconda frazione a Jermaine Kearse e Golden Tate, in gare altrettanto tirate dal punto di vista difensivo.

#### Settimana 9: Oakland Raiders
| Seattle 2 novembre 2014, ore 10.00 PDT | Oakland Raiders | 24 – 30 (3-14, 0-10, 14-0, 7-6) referto | Seattle Seahawks | CenturyLink Field (68.477 spett.)\| Arbitro: \| Ed Hochuli \| |
| Arbitro:                               | Ed Hochuli      |                                         |                  |                                                               |

A sollevare la bandiera del dodicesimo uomo fu la linea offensiva del 2005, composta da Steve Hutchinson, Robbie Tobeck, Chris Gray e Sean Locklear, in onore dell'Hall of Famer Walter Jones, indotto quello stesso giorno nel Seattle Seahawks Ring of Honor. Seattle, dopo un mese tumultuoso, si trovò ad affrontare i Raiders ancora senza vittorie. I primi ad andare in vantaggio furono gli ospiti con un field goal da 48 yard di Sebastian Janikowski ma furono i loro unici punti del primo tempo, dopo di che Seattle ne segnò 24 consecutivi. I primi sette furono su un touchdown su corsa da 3 yard di Lynch, dopo di che, allo scadere del primo quarto, Bruce Irvin ritornò un intercetto sul quarterback avversario Derek Carr per 35 yard in touchdown. Nel secondo quarto segnarono Hauschka da 34 yard e di nuovo Lynch con una corsa da 5 yard.
Nel secondo tempo i Raiders tentarono la rimonta, dapprima bloccando un punt a Jon Ryan e recuperando il pallone con Brice Butler nella end zone avversaria, che valse loro sette punti. Poi Mychal Rivera segnò l'unico TD di giornata dei suoi, con un passaggio da touchdown da una yard di Carr, accorciando sul 17-24. I Sehawks però chiusero la pratica segnando due field goal nel quarto periodo, per il 30-17 finale. Fu la seconda vittoria consecutiva, malgrado una delle peggiori gare dell'anno nel gioco sui passaggi, con Wilson che ne completò 17 su 35 tentativi.

#### Settimana 10: New York Giants
| Seattle 9 novembre 2014, ore 10.00 PDT | New York Giants | 17 – 38 (7-7, 10-7, 0-3, 0-21) referto | Seattle Seahawks | CenturyLink Field (68.352 spett.)\| Arbitro: \| Pete Morelli \| |
| Arbitro:                               | Pete Morelli    |                                        |                  |                                                                 |

#### Settimana 11: @ Kansas City Chiefs
| Kansas City 16 novembre 2014, ore 10.00 PDT | Seattle Seahawks | 20 – 24 (0-7, 13-7, 7-3, 0-7) referto | Kansas City Chiefs | Arrowhead Stadium (76.463 spett.)\| Arbitro: \| Bill Leavy \| |
| Arbitro:                                    | Bill Leavy       |                                       |                    |                                                               |

#### Settimana 12: Arizona Cardinals
| Seattle 23 novembre 2014, ore 1:05 PDT | Arizona Cardinals | 3 – 19 (0-3, 3-6, 0-10, 0-0) referto | Seattle Seahawks | CenturyLink Field (68.327 spett.)\| Arbitro: \| Gene Steratore \| |
| Arbitro:                               | Gene Steratore    |                                      |                  |                                                                   |

Nella settimana 12, Seattle affrontò il secondo avversario di division stagionale, gli Arizona Cardinals, in possesso del miglior record della NFL (9-1) e alla loro migliore partenza dal 1948, anno del loro ultimo titolo. A sollevare la bandiera del dodicesimo uomo fu Lawyer Milloy, ex giocatore dei Seahawks e dei Washington Huskies. Dopo un'assenza di cinque partite per infortunio, Bobby Wagner fece ritorno in campo. Nel primo tempo i Seahawks trasformarono tre field goal con Hauschka mentre uno gli fu bloccato. La squadra si trovò spesso a partire in ottime posizioni di campo, anche grazie al secondo intercetto stagionale di Byron Maxwell e di un punt bloccato da DeShawn Shead, ma la difesa dei Cardinals, una delle migliori della lega, non concesse alcun touchdown. Anche quella di Seattle però fece il suo dovere tornando sui livelli dell'anno precedente e concedendo ad Arizona di calciare solamente due field goal con Chandler Catanzaro, di cui uno uscito dai pali. Il primo tempo si chiuse così sul risultato di 9-3 per i padroni di casa.
Nel secondo tempo, i Seahawks soffocarono tutti i tentativi di attacco dei Cardinals che non segnarono più alcun punto. Seattle invece segnò un altro field goal e Russell Wilson passò il suo unico touchdown per il tight end Helfet. I campioni in carica vinsero così 19-3, infliggendo agli avversari solamente la seconda sconfitta stagionale e accorciando il loro vantaggio in testa alla division a due partite. I tre punti subiti furono il minimo stagionale per la difesa di Seattle. Con otto tackle messi a segno, Kam Chancellor fu premiato per la seconda volta in stagione come miglior difensore della NFC della settimana.

#### Settimana 13: @ San Francisco 49ers
| Santa Clara 27 novembre 2014, ore 5.30 PST | Seattle Seahawks | 19 – 3 (7-0, 6-0, 3-3, 3-0) referto | San Francisco 49ers | Levi's Stadium (70.799 spett.)\| Arbitro: \| Tony Corrente \| |
| Arbitro:                                   | Tony Corrente    |                                     |                     |                                                               |

Nella gara del Giorno del Ringraziamento, Seattle affrontò in prima serata i maggiori avversari degli ultimi anni, i San Francisco 49ers, per la prima volta nel nuovo Levi's Stadium. Entrambe le squadre arrivarono alla partita con un record di 7-4, giocandosi una buona fetta di speranza per la partecipazione ai playoff del mese successivo. Nel primo quarto, Richard Sherman intercettò subito Colin Kaepernick e sei giocate dopo, Wilson passò a Robert Turbin l'unico touchdown della partita da parte di entrambe le squadre. Nel secondo quarto, Hauschka trasformò un paio di field goal mentre la difesa tenne a bada l'attacco di San Francisco, terminando il primo tempo sul risultato di 13-0.
Nel terzo quarto, i Niners segnarono gli unici tre punti della loro partita, grazie in particolar modo alle molte penalità difensive subite da Seattle in quel drive. Nella stessa frazione, anche gli ospiti segnarono un field goal. Nell'ultimo periodo di gioco, Sherman mise a segno il secondo intercetto di giornata (oltre a due passaggi deviati), mentre i Sehawks segnarono un ultimo field goal per il definitivo 19-3 esterno. Fu la prima vittoria in casa di San Francisco dopo cinque sconfitte consecutive. L'ultima era stata nella stagione 2010. Come nella settimana precedente, fu la difesa a salire in cattedra, terminando con quattro sack su Kaepernick oltre ai due intercetti, diventando la prima squadra della lega quell'anno a non concedere un touchdown per due gare consecutive (in seguito ci riuscirono solo i Rams). Wilson terminò con 15/22 nei passaggi per 236 yard e un touchdown, Lynch corse 104 yard su 20 tentativi. Sherman fu premiato come miglior difensore della NFC della settimana, l'unico giocatore ad essersi aggiudicato tale premio in ognuna delle ultime tre stagioni. Con la contemporanea sconfitta di Arizona contro i Falcons, i Seahawks ridussero a una sola gara il distacco dai Cardinals, primi nella NFC West.

#### Settimana 14: @ Philadelphia Eagles
| Filadelfia 7 dicembre 2014, ore 1.25 PST | Seattle Seahawks | 24 – 14 (0-7, 10-0, 14-7, 0-0) referto | Philadelphia Eagles | Lincoln Financial Field (69.596 spett.)\| Arbitro: \| Bill Vinovich \| |
| Arbitro:                                 | Bill Vinovich    |                                        |                     |                                                                        |

Nel quattordicesimo turno, Seattle affrontò in trasferta i Philadelphia Eagles, primi nella propria division con un record di 9-3, che venivano da un rotondo successo sui Cowboys nel Giorno nel Ringraziamento. Questi stavano viaggiando a una media di 35 punti e 420 yard a partita da quando l'infortunato quarterback Nick Foles era stato sostituito da Mark Sanchez, il quale era stato il titolare ad USC sotto la gestione di Pete Carroll. Ad aprire le marcature furono gli Eagles, trovatisi in posizione di campo molto favorevole dopo che il punter di Seattle Jon Ryan perse un fumble mentre stava tentando di calciare il pallone dalla parte opposta del campo. Poche giocate dopo Sanchez trovò Jeremy Maclin con un TD da una yard, dopo che l'allenatore Chip Kelly aveva deciso di proseguire l'azione in una situazione di quarto down. I Seahawks impattarono nel secondo quarto con un touchdown su corsa di Wilson, il suo quinto stagionale, un nuovo record personale. Per tutto il primo tempo, la difesa di Seattle soffocò l'attacco degli Eagles. Gli ospiti riuscirono a chiudere in vantaggio la prima frazione di gioco con un field goal di Hauschka da 44 yard. Philadelphia guadagnò in attacco solamente 67 yard, il minimo stagionale.
Gli Eagles ebbero il possesso del pallone all'inizio del secondo tempo ma persero un fumble sul ritorno di kickoff con LeSean McCoy e Seattle ne approfittò per segnare dopo soli 47 secondi il touchdown del 17-7 su passaggio da 15 yard da Wilson a Lynch. Grazie a un lungo ritorno, gli Eagles partirono nella successiva azione da oltre metà campo, dopo di che Sanchez fece la miglior cosa della sua partita, quando trovò il tight end Zach Ertz con un passaggio da touchdown da 44 yard. I Seahawks impiegarono però solamente tre minuti per ristabilire le distanze, quando Wilson trovò Baldwin da 23 yard, che segnò il suo secondo TD stagionale. Successivamente, il primo intercetto in carriera di Tharold Simon ai danni di Sanchez chiuse la partita e nessuna delle due squadre segnò alcun punto nell'ultimo quarto. Nel finale di gara, fu il running back al secondo anno Christine Michael a trovare un po' di spazio, terminando con 32 yard corse su 6 tentativi.
I Seahawks salirono così a un record di 9-4, la loro terza stagione consecutiva con un bilancio positivo, stabilendo un record di franchigia con 41 minuti e 56 secondi di possesso del pallone, quasi il 70%, pareggiando quello per il maggior numero di giocate offensive, 85, in una partita conclusasi nei tempi regolamentari. Gli Eagles dal canto loro subirono la loro prima sconfitta in casa stagionale e stabilirono il minimo di yard guadagnate nei due anni della gestione di Chip Kelly, ben 63 in meno del precedente risultato. Per lo stesso Kelly fu invece il peggior numero di yard guadagnate in carriera, inclusi gli anni come capo-allenatore di Oregon.

#### Settimana 15: San Francisco 49ers
| Seattle 14 dicembre 2014, ore 5.30 PST | San Francisco 49ers | 7 – 17 (0-3, 7-0, 0-7, 0-7) referto | Seattle Seahawks | CenturyLink Field (68.526 spett.)\| Arbitro: \| Ed Hochuli \| |
| Arbitro:                               | Ed Hochuli          |                                     |                  |                                                               |

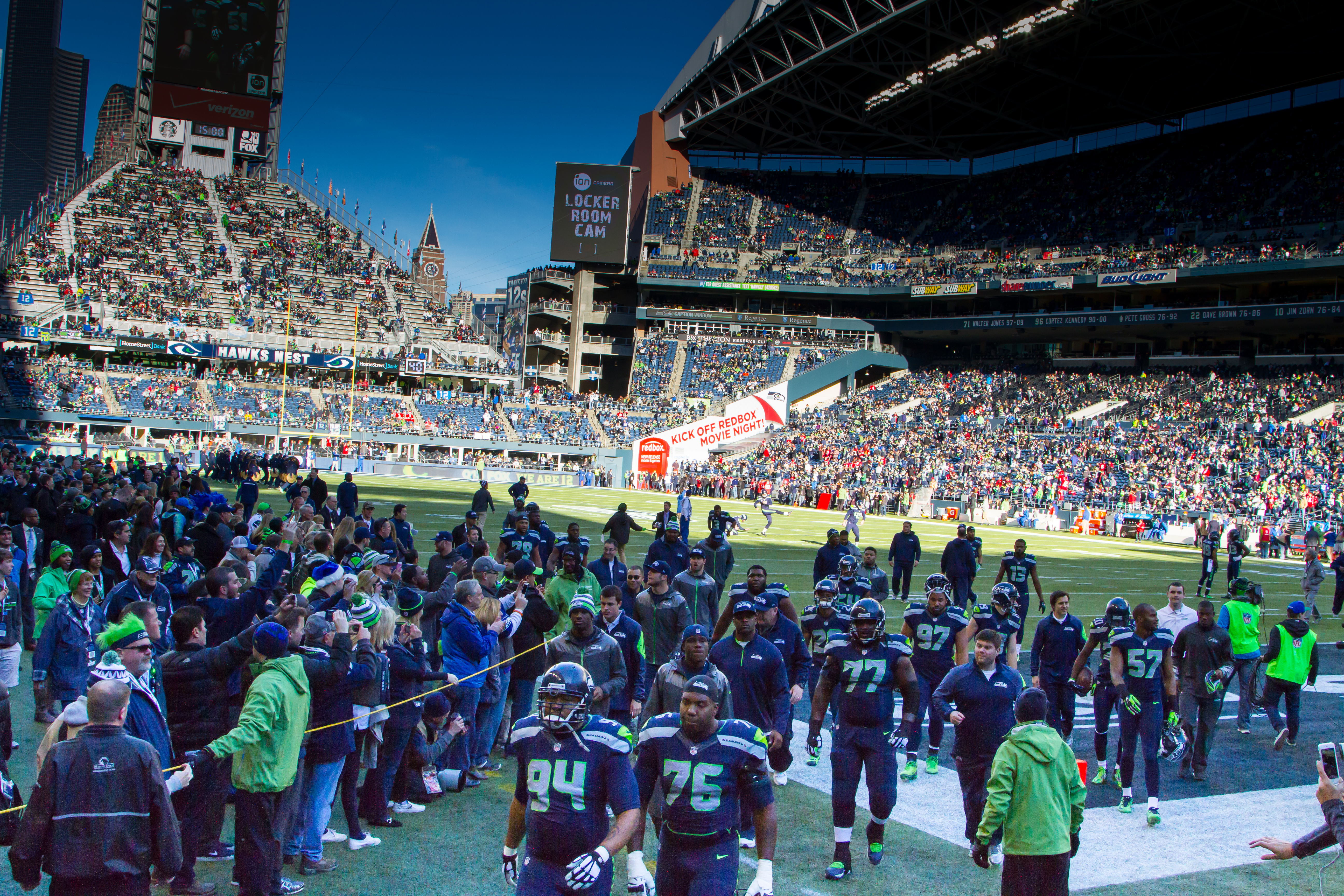
I giocatori di Seattle alla fine del riscaldamento.

Il 14 dicembre giunsero al CenturyLink Field i San Francisco 49ers nella rivincita della gara di due settimane prima. Seattle necessitava di una vittoria poiché i Cardinals, primi nella division, avevano battuto i Rams nella gara del giovedì notte, mentre San Francisco veniva da una clamorosa sconfitta coi Raiders e si giocava le ultime speranze di accesso ai playoff. I primi ad andare a segno furono i padroni di casa che con Hauschka da 38 yard segnarono gli unici punti della prima frazione di gioco. Dopo meno di due minuti del secondo quarto invece, fu San Francisco a segnare un touchdown col running back veterano Frank Gore su corsa da 10 yard. Poco dopo però, il giocatore subì una commozione cerebrale e non fece più ritorno in campo. Fu uno dei diversi infortuni importanti subiti dai 49ers in questa gara, oltre a quelli di Chris Borland e di Carlos Hyde tra gli altri. Negli ultimi istanti del primo tempo, i Seahawks si spinsero nel territorio di San Francisco ma, su una situazione di terzo down e dieci, Wilson subì il sesto intercetto stagionale ad opera di Eric Reid che compì un lungo ritorno. Lo scadere del tempo di gioco salvò la difesa di Seattle dal trovarsi in posizione sfavorevole.
Dopo non essersi messo in luce nel primo tempo, Marshawn Lynch impose il suo gioco nelle corse nel secondo, segnando a due minuti dalla fine del terzo quarto il touchdown su corsa del sorpasso. Da quel momento, i Sehawks apparvero in controllo della partita. Dopo che San Francisco calciò un punt, i campioni in carica marciarono ancora in profondità del territorio avversario. A quel punto, su una situazione di terzo down, avvenne una chiamata arbitrale controversa: ai 49ers fu fischiata una penalità per eccesso di violenza sul quarterback. Wilson aveva sbagliato il passaggio così i Seahawks avrebbero dovuto accontentarsi di calciare un field goal. La penalità diede invece loro la possibilità di continuare l'azione e poco dopo, il quarterback passò al rookie Paul Richardson il primo touchdown su ricezione della carriera. Furono gli ultimi punti segnati nella gara, conclusasi sul 17-7. Con questa vittoria Seattle salì a un record di 10-4, per il terzo anno consecutivo in doppia cifra. La sconfitta a sorpresa dei Green Bay Packers contro i Buffalo Bills aprì inoltre le loro speranze di potere guadagnare il vantaggio del fattore campo nei playoff della NFC. Wilson arrivò a 34 vittorie nelle sue prime tre annate di stagione regolare, battendo il record di 33 per un quarterback titolare condiviso da Dan Marino e Matt Ryan. Per Seattle inoltre vi fu la soddisfazione di eliminare matematicamente dalla corsa ai playoff i rivali di division.

#### Settimana 16: @ Arizona Cardinals
| Phoenix 21 dicembre 2014, ore 5.30 PST | Seattle Seahawks | 35 – 6 (0-0, 14-3, 0-3, 21-0) referto | Arizona Cardinals | University of Phoenix Stadium (63.806 spett.)\| Arbitro: \| Walt Anderson \| |
| Arbitro:                               | Walt Anderson    |                                       |                   |                                                                              |

Il 21 dicembre, Seattle fece visita ad Arizona (11-3), in testa alla division per tutta la stagione fino a quel momento, con una gara da recuperare sugli avversari. Se i Cardinals avessero vinto si sarebbero aggiudicati la vittoria della NFC West e il primo posto nel tabellone della NFC. Con Carson Palmer e Drew Stanton infortunati, l'allenatore Bruce Arians dovette schierare il terzo quarterback, Ryan Lindley, in possesso del primato NFL negativo per passaggi lanciati senza avere mai passato un touchdown.
Dopo un primo quarto senza marcature, a sbloccare il punteggio furono i padroni di casa a metà del con un field goal da 27 yard di Chandler Catanzaro in un drive caratterizzato da diverse penalità difensive subite da Seattle. I Sehawks impiegarono solamente 52 secondi però a rispondere, quando Russell Wilson trovò Luke Willson col passaggio più lungo della carriera, 80 yard, fino al touchdown del 7-3. Cinque minuti dopo fu la volta di Marshawn Lynch che, dopo avere saltato l'intero primo quarto per un problema allo stomaco, segnò un touchdown dopo una corsa di 6 yard. Fu il suo quindicesimo complessivo in stagione, un nuovo record personale. La prima metà della partita si chiuse così con i Seahawks in controllo agevole per 14-3, mentre l'attacco di Arizona non fu mai pericoloso.
Gli unici punti segnati nel terzo quarto vennero da un field goal di Catanzaro da 32 yard, gli ultimi segnati dai Cardinals. Seattle dal canto suo dilagò nel quarto periodo, facendo registrare un parziale di 21-0. Prima Luke Willson segnò il suo secondo su un altro lungo passaggio di Russell Wilson. Poi fu Marshawn a prendersi tutte le luci della ribalta con una spettacolare corsa da 79 yard (la più lunga della carriera) conclusasi con un touchdown in cui sfuggì a diversi tentativi di placcaggio, in maniera simile al suo celebre touchdown segnato nei playoff del 2010 contro i Saints. Tale corsa fu infatti soprannominata "Beast Quake 2.0" e lo stesso running back esultò alla stessa maniera precedente tuffandosi nella end zone. L'ultimo TD fu segnato da Wilson con una corsa da 5 yard in cui stoppò con un braccio il difensore avversario Alex Okafor, un atleta ben più pesante del quarterback di Seattle (118 kg contro 93). I campioni chiusero la partita con un record di franchigia di 596 yard guadagnate in attacco. Wilson stabilì un primato personale nella stagione regolare con 339 yard passate, venendo premiato per la seconda volta in stagione come giocatore offensivo della NFC della settimana. Lynch guadagnò 113 yard in soli dieci tentativi e fu premiato per la seconda volta in stagione come running back della settimana. Con la vittoria i Seattle Seahawks (11-4) passarono in testa alla division in virtù del fatto di avere battuto i Cardinals in entrambe le sfide stagionali, ottenendo la terza qualificazione ai playoff consecutiva. Furono i primi campioni in carica a qualificarvisi dal 2011.

#### Settimana 17: St. Louis Rams
| Seattle 28 dicembre 2014, ore 13.25 PST | St. Louis Rams | 6 – 20 (3-0, 3-0, 0-6, 0-14) referto | Seattle Seahawks | CenturyLink Field (68.453 spett.)\| Arbitro: \| Ron Torbert \| |
| Arbitro:                                | Ron Torbert    |                                      |                  |                                                                |

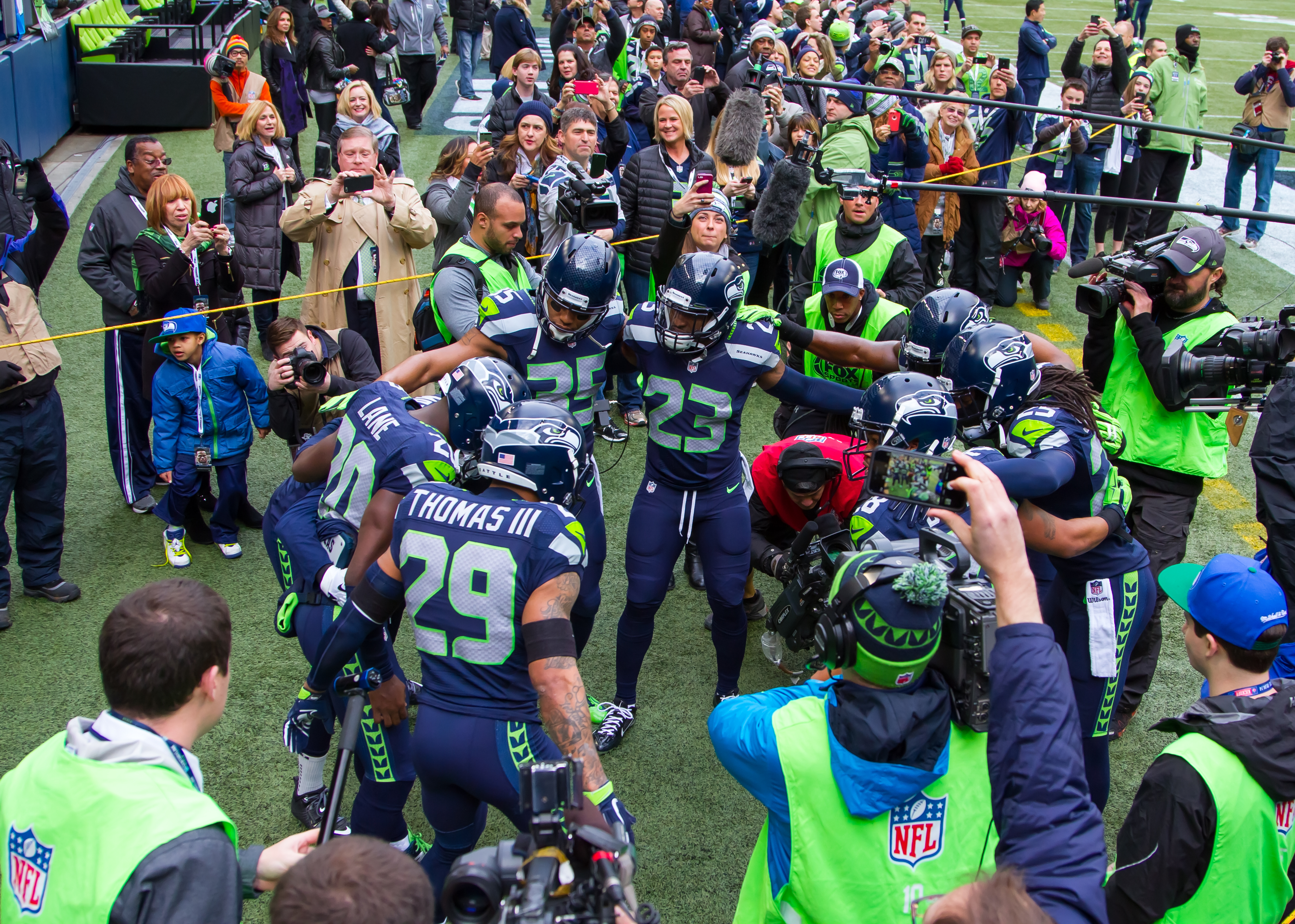
I defensive back prima della partita.

Seattle giunse all'ultima partita in controllo del proprio destino, bastando una vittoria coi Rams per ottenere la vittoria della propria division. A sollevare la bandiera del dodicesimo uomo fu George Karl, ex allenatore dei Seattle SuperSonics. Nel primo tempo i Seahawks persero due palloni e per la prima volta nell'era Wilson non riuscirono a segnare alcun punto. Gli avversari però non riuscirono a capitalizzare gli errori dei padroni di casa, segnando solamente due field goal con Greg Zuerlein.
I primi tre punti, Seattle li segnò dopo 3 minuti e 47 secondi dall'inizio del secondo tempo con Hauschka, ripetendosi dopo sette minuti e impattando il risultato sul sei pari. Nell'ultimo periodo, Lynch segnò il suo tredicesimo touchdown su corsa stagionale (un nuovo record personale) e il diciassettesimo complessivo, concludendo come leader della NFL a pari merito in entrambe le categorie. Mentre i Rams tentavano il recupero, Bruce Irvin intercettò Shaun Hill ritornando il pallone per 49 yard nel suo secondo touchdown stagionale. Furono gli ultimi punti della gara conclusasi con la vittoria per 20-6. Seattle così si aggiudicò per il secondo anno consecutivo la NFC West division, il miglior record della NFC e la possibilità di accedere direttamente al secondo turno di playoff.

### Playoff

#### Divisional round: Carolina Panthers
| Seattle 10 gennaio 2015, ore 17.15 PST | Carolina Panthers | 17 – 31 (0-7, 10-7, 0-0, 7-17) referto | Seattle Seahawks | CenturyLink Field (68.524 spett.)\| Arbitro: \| Terry McAulay \| |
| Arbitro:                               | Terry McAulay     |                                        |                  |                                                                  |

I Seahawks aprirono i loro playoff contro i Carolina Panthers che la settimana precedente avevano battuto gli Arizona Cardinals nel turno delle wild card. A sollevare la bandiera del dodicesimo uomo fu Kenny Easley, safety di Seattle negli anni ottanta e difensore dell'anno nel 1983.
Dopo che entrambe le squadre calciarono un punt nei loro primi due possessi, Seattle forzò la prima palla persa della partita quando Richard Sherman intercettò Cam Newton sulla propria linea delle 38 yard. Dopo un altro punt dei Seahawks, Carolina perse di nuovo il pallone quando Newton commise un fumble che fu recuperato da Tony McDaniel di Seattle sulla linea delle 28 yard dei Panthers. Nel successivo possesso, Wilson aprì le marcature trovando Doug Baldwin con un passaggio da touchdown da 16 yard. Carolina rispose con un drive da 14 giocate e 79 yard che durò quasi otto minuti che si concluse con un passaggio da touchdown da Newton a Kelvin Benjamin pareggiando i conti. Seattle si riportò in vantaggio quando, su una situazione di terzo down e sette, Wilson completò un passaggio per Jermaine Kearse che lo ricevette con una sola mano e corse per 63 yard in touchdown. Fu il più lungo TD su ricezione nella storia dei playoff per i Seahawks. Carolina iniziò poi un altro da 13 giocate nel territorio di Seattle mentre andava esaurendosi nel primo tempo. Arrivati sulla linea delle 24 yard di Seattle, Earl Thomas sembrò avere intercettato Newton sulla linea delle 2 yard, ma la giocata fu annullata dagli arbitri. Durante un tentativo di field goal da 40 yard, Graham Gano sbagliò col pallone che uscì a sinistra ma a Kam Chancellor fu fischiata una penalità per violenza sul kicker. Gano allora calciò nuovamente da 35 yard segnando e il primo tempo si chiuse sul 14-10 per Seattle.
Nel primo drive del secondo tempo, Seattle entrò in profondità nel territorio di Carolina prima che Wilson subisse un sack su una situazione di terzo down da Mario Addison, costringendo la squadra al punt. Dopo che anche Carolina ne calciò uno, Seattle iniziò un drive da 12 giocate e 69 yard che incluse una corsa da 25 yard di Marshawn Lynch. I padroni di casa giunsero a 7 yard dalla end zone ma si dovettero accontentare di un field goal da 37 yard di Hauschka quando Wilson subì un sack di Thomas Davis. Seattle forzò un altro punt di Carolina dopo di che Wilson trovò Luke Willson prima con un passaggio da 29 yard e poi con uno da 25 in touchdown, salendo sul 24-10. Nell'azione dei Panthers che ne seguì, Newton fu intercettato per la seconda volta Chancellor, che ritornò il pallone per 90 yard in touchdown. Fu la più lunga giocata della storia della franchigia nei playoff e anche gli ultimi punti della partita.
Wilson terminò la sfida con 15/22 nei passaggi per 268 yard e 3 touchdown. Kearse ricevette 3 passaggi per 129 yard e un touchdown. I Seahawks divennero la prima squadra campione in carica a vincere una gara di playoff dal 2005 e raggiunsero la finale di conference per la seconda volta consecutiva, un fatto mai capitato alla franchigia.

#### NFC Championship: Green Bay Packers
| Seattle 18 gennaio 2015, ore 12:05 PST | Green Bay Packers | 22 – 28 (DTS) (13-0, 3-0, 0-7, 6-15, 0-6) referto | Seattle Seahawks | CenturyLink Field (68.538 spett.)\| Arbitro: \| Tony Corrente \| |
| Arbitro:                               | Tony Corrente     |                                                   |                  |                                                                  |

Il 18 gennaio 2015, i Seahawks alla loro seconda finale della NFC consecutiva, affrontarono i Packers, che nel turno precedente avevano eliminato i Dallas Cowboys. Ad issare la bandiera del dodicesimo uomo fu il proprietario Paul Allen. Green Bay ebbe il primo possesso della partita e giunse fino alla linea delle 29 yard di Seattle, finché Richard Sherman intercettò un passaggio di Aaron Rodgers nella end zone. Seattle però non fece meglio, con Wilson che fu intercettato poche giocate dopo dalla safety rookie Ha Ha Clinton-Dix, che ritornò il per 26 yard fino alla linea delle 4 yard dei Seahawks, prima che una penalità riportasse il pallone sulle 19. Green Bay riuscì ad arrivare a una yard dalla end zone ma non riuscirono a penetrare nella difesa di Seattle, dovendosi accontentare di segnare un field goal con Mason Crosby da 19 yard. Poi il linebacker dei Packers Brad Jones forzò un fumble del kick returner Doug Baldwin, recuperato dalla safety Morgan Burnett sulla linea delle 23 yard dei padroni di casa. Di nuovo, i Packers giunsero a una sola yard dal touchdown, ma si dovettero accontentare di un field goal di Crosby per il 6-0. Dopo un punt dei Seahawks, Green Bay salì sul 13-0 con un drive da 56 yard che Rodgers concluse con un passaggio da touchdown da 13 yard per Randall Cobb nell'ultima giocata del primo quarto.
All'inizio del secondo quarto, il defensive back dei Packers Micah Hyde ritornò un punt per 29 yard fino alla linea delle 33 yard di Seattle, spianando la strada al terzo field goal di Crosby, con Green Bay che salirono sul 16-0. In questo mancavano ancora 9 minuti e 37 secondi alla fine del quarto, ma nessuna delle due squadre segnò più. Nella prima giocata del successivo kickoff, Clinton-Dix intercettò nuovamente un passaggio di Wilson.  Rodgers però poco dopo fu intercettato a sua volta da Byron Maxwell. Seattle giunse alla linea delle 18 yard degli avversari, ma Wilson fu intercettato per la terza volta, questa volta da parte di Sam Shields nella end zone.
Dopo uno scambio di punt all'inizio del secondo tempo, Seattle riuscì a orchestrare un drive da 11 giocate e 78 yard, che incluse un passaggio da 29 yard da Wilson a Baldwin. Su una situazione di quarto down e 10, sulla linea delle 19 yard di Green Bay, i Seahawks trovarono una delle giocate chiave della partita. L'allenatore Pete Carroll mandò in campo l'unità per calciare i field goal ma la squadra lo fintò solamente, con il punter/holder Jon Ryan che ricevuto lo snap correndo sulla sinistra e passando il pallone in avanti all'offensive tackle Garry Gilliam che, schierato come ricevitore eleggibile, si trovò completamente libero, segnando un touchdown. I Seahawks portarono così il deficit a 16-7.
All'inizio del quarto periodo, uno scatto da 32 yard del running back James Starks aprì la via a un nuovo field goal di Crosby, con Green Bay che salì sul 19-7. In quel momento la squadra del Wisconsin sembrò in controllo della gara, in particolar modo quando WIlson lanciò il suo quarto intercetto, questa volta ad opera di Burnett, dando il pallone ai Packers sulla loro linea delle 43 con soli cinque minuti al termine. Ad ogni modo, la difesa di Seattle resistette, forzando un punt. L'azione dei Seahawks partì dalle loro 31 yard, con Marshawn Lynch che iniziò con una corsa da 14 yard. Dopo di che, Wilson trovò Baldwin con un passaggio da 20 yard e poi Lynch con uno da 26. Due giocate dopo, Wilson segnò un TD con una corsa da una yard, accorciando il vantaggio di Green Bay a 19-14.
Con due minuti e nove secondi sul cronometro e un solo time out rimanente, Seattle tentò un onside kick. Il pallone calciato da Steven Hauschka volò in aria tra le mani del tight end dei Packers Brandon Bostick. Tuttavia, Bostick non riuscì a trattenerlo, rimbalzando sul suo casco e finendo tra le mani del ricevitore dei Seattle Chris Matthews, dando ai Seahawks un primo down a metà campo. Da lì, ci vollero solo quattro giocate per concludere il drive con un touchdown su una corsa da 24 yard di Lynch, con 85 secondi al termine. Nella successiva conversione da due punti, Wilson lanciò un alto passaggio che fu ricevuto da Luke Willson, portando per la prima volta i Seahawks in vantaggio per 22-19. Dopo il kickoff, Rodgers completò due passaggi da 15 yard per Cobb e Jordy Nelson, dopo di che corse per 12 yard, arrivando alla linea delle 36 yard avversarie. Dopo un paio di passaggi incompleti diretti a Nelson, Crosby segnò il quinto field goal della sua gara (il secondo da 48 yard), pareggiando la gara sul 22-22 e spedendola ai tempi supplementari.
Seattle vinse il lancio della monetina e partì dalla sua linea delle 13 yard. Dopo essere arrivati alle proprie 30, si trovarono ad affrontare una situazione di terzo down e 6. Wilson ricevette lo snap e passò a Baldwin, che corse per 35 yard fino alla linea delle 35 yard dei Packers. Nella giocata che ne seguì, Wilson lanciò un passaggio quasi identico a Jermaine Kearse, che stava correndo nel mezzo del campo. Kearse era marcato strettamente da Tramon Williams, ma riuscì a sfuggirgli e a guadagnare abbastanza velocità da segnare un touchdown da 35 yard, mandando i Seahawks al terzo Super Bowl della loro storia.
Wilson concluse la partita completando 14 passaggi su 29 per 209 yard, un touchdown su corsa e uno passato, con 4 intercetti (peggiore risultato in carriera). Baldwin fu il miglior ricevitore della partita con 6 ricezioni per 106 yard. Lynch corse 25 volte per 157 yard (record personale e di franchigia nei playoff) e un touchdown. Con la sua ventiseiesima vittoria casalinga nell'arco di tre stagioni, Wilson pareggiò il record NFL per un quarterback di Brett Favre (1996-1998) e John Elway (1995-1997). In 41 volte che Aaron Rodgers era stato in vantaggio di 16 o più punti, per 40 volte in quarterback di Green Bay aveva vinto. Infine, i Seahawks stabilirono un record per il maggior numero di punti di svantaggio rimontati nel secondo tempo (16), battendo i 15 rimontati dagli Indianapolis Colts contro i Patriots nel 2006.

#### Super Bowl XLIX: New England Patriots
| Glendale 1º febbraio 2015, ore 15:30 PST | New England Patriots | 28 – 24 | Seattle Seahawks | University of Phoenix Stadium\| Arbitro: \| Bill Vinovich \| |
| Arbitro:                                 | Bill Vinovich        |         |                  |                                                              |

## Classifiche

### Division
| NFC West              | NFC West | NFC West | NFC West | NFC West | NFC West | NFC West | NFC West | NFC West | NFC West |
|                       | V        | S        | P        | %        | DIV      | CONF     | PF       | PS       | STR      |
| --------------------- | -------- | -------- | -------- | -------- | -------- | -------- | -------- | -------- | -------- |
| (1) Seattle Seahawks  | 12       | 4        | 0        | 75%      | 5–1      | 10–2     | 394      | 254      | V6       |
| (5) Arizona Cardinals | 11       | 5        | 0        | 68,8%    | 3–3      | 8–4      | 310      | 299      | S2       |
| San Francisco 49ers   | 8        | 8        | 0        | 50%      | 2–4      | 7–5      | 306      | 340      | V1       |
| St. Louis Rams        | 6        | 10       | 0        | 37,5%    | 2–4      | 4–8      | 324      | 354      | S3       |

### Conference
| NFC                                                      | NFC                   | NFC      | NFC | NFC | NFC | NFC   | NFC | NFC  | NFC | NFC | NFC  | NFC |
| #                                                        | Squadra               | Division | V   | S   | P   | %     | DIV | CONF | PF  | PS  | D    | STR |
| -------------------------------------------------------- | --------------------- | -------- | --- | --- | --- | ----- | --- | ---- | --- | --- | ---- | --- |
| Vincitori delle division                                 |                       |          |     |     |     |       |     |      |     |     |      |     |
| 1                                                        | * – Seattle Seahawks  | West     | 12  | 4   | 0   | 75%   | 5–1 | 10–2 | 394 | 254 | 140  | V6  |
| 2                                                        | z – Green Bay Packers | North    | 12  | 4   | 0   | 75%   | 5–1 | 9–3  | 486 | 348 | 138  | V2  |
| 3                                                        | y – Dallas Cowboys    | East     | 12  | 4   | 0   | 75%   | 4–2 | 8–4  | 467 | 352 | 115  | V4  |
| 4                                                        | y − Carolina Panthers | South    | 7   | 8   | 1   | 46,9% | 4–2 | 6–6  | 339 | 374 | –25  | V4  |
| Wild Card                                                |                       |          |     |     |     |       |     |      |     |     |      |     |
| 5                                                        | w – Arizona Cardinals | West     | 11  | 5   | 0   | 68,8% | 3–3 | 8–4  | 310 | 299 | 11   | S2  |
| 6                                                        | w – Detroit Lions     | North    | 11  | 5   | 0   | 68,8% | 5–1 | 9–3  | 301 | 268 | 33   | S1  |
| Non qualificate per i playoff                            |                       |          |     |     |     |       |     |      |     |     |      |     |
| 7                                                        | Philadelphia Eagles   | East     | 10  | 6   | 0   | 60%   | 4–2 | 6–6  | 474 | 400 | 74   | V1  |
| 8                                                        | San Francisco 49ers   | West     | 8   | 8   | 0   | 50%   | 2–4 | 7–5  | 306 | 340 | –34  | V1  |
| 9                                                        | New Orleans Saints    | South    | 7   | 9   | 0   | 43,8% | 3–3 | 6–6  | 401 | 424 | –23  | V1  |
| 10                                                       | Minnesota Vikings     | North    | 7   | 9   | 0   | 43,8% | 1–5 | 6–6  | 325 | 343 | –18  | V1  |
| 11                                                       | New York Giants       | East     | 6   | 10  | 0   | 37,5% | 2–4 | 4–8  | 380 | 400 | –20  | S1  |
| 12                                                       | Atlanta Falcons       | South    | 6   | 10  | 0   | 37,5% | 5–1 | 6–6  | 381 | 417 | –36  | L1  |
| 13                                                       | St. Louis Rams        | West     | 6   | 10  | 0   | 37,5% | 2–4 | 4–8  | 324 | 354 | –30  | S3  |
| 14                                                       | Chicago Bears         | North    | 5   | 11  | 0   | 31,3% | 1–5 | 4–8  | 319 | 442 | –123 | S5  |
| 15                                                       | Washington Redskins   | East     | 4   | 12  | 0   | 25%   | 2–4 | 2–10 | 301 | 438 | –137 | L1  |
| 16                                                       | Tampa Bay Buccaneers  | South    | 2   | 14  | 0   | 12,5% | 0–6 | 1–11 | 277 | 410 | –133 | L6  |
| Legenda                                                  |                       |          |     |     |     |       |     |      |     |     |      |     |
| w — Qualificata ai playoff come wild card                |                       |          |     |     |     |       |     |      |     |     |      |     |
| x — Qualificata ai playoff                               |                       |          |     |     |     |       |     |      |     |     |      |     |
| y — Vincitrice della division                            |                       |          |     |     |     |       |     |      |     |     |      |     |
| z — Qualificata direttamente al secondo turno di playoff |                       |          |     |     |     |       |     |      |     |     |      |     |
| * — Vantaggio del fattore campo nei playoff              |                       |          |     |     |     |       |     |      |     |     |      |     |

## Leader della squadra

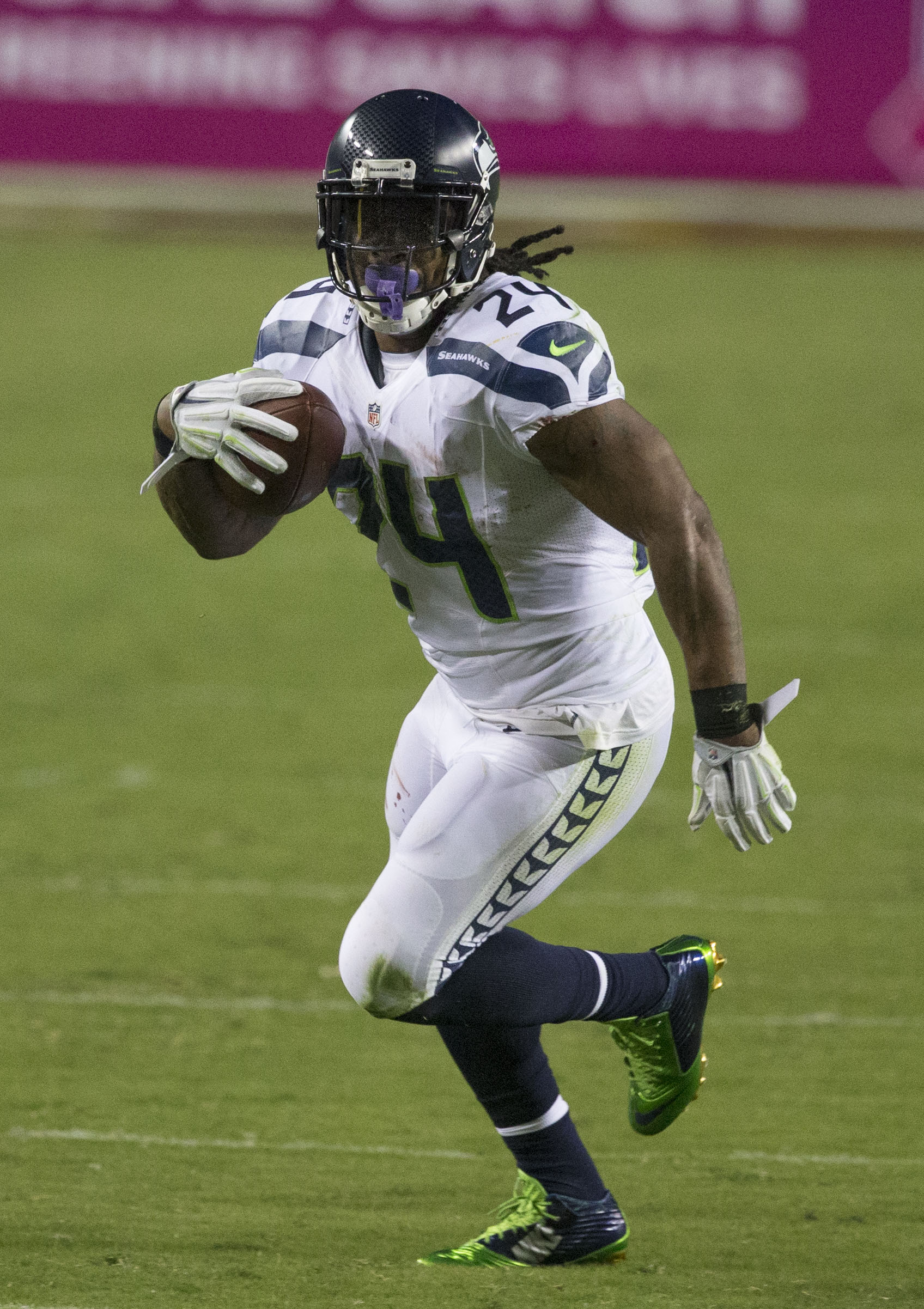
Nel 2014, Marshawn Lynch guidò la NFL con 17 touchdown totali.

| Leader della squadra |                 |                 |
| Categoria            | Giocatore       | N.              |
| Yard passate         | Russell Wilson  | 3.475 yard      |
| Touchdown passati    | Russell Wilson  | 20              |
| Yard corse           | Marshawn Lynch  | 1.306 yard      |
| Yard ricevute        | Doug Baldwin    | 825 yard        |
| Touchdown totali     | Marshawn Lynch  | 17 (leader NFL) |
| Tackle totali        | K.J. Wright     | 107             |
| Sack                 | Michael Bennett | 7,0             |
| Intercetti           | Richard Sherman | 4               |
| Punti segnati        | Steven Hauschka | 134 punti       |

## Premi individuali

### Pro Bowler
Per terza stagione consecutiva, almeno cinque giocatori dei Seahawks furono convocati per il Pro Bowl:
- Kam Chancellor S
- Marshawn Lynch RB
- Richard Sherman CB
- Earl Thomas S
- Bobby Wagner ILB

Cinque giocatori sono stati nominati riserve:
- Michael Bennett DE
- Steven Hauschka K
- Russell Okung OT
- Max Unger C
- Russell Wilson QB

### All-Pro
Cinque giocatori dei Seattle Seahawks sono stati inseriti nelle formazioni ideali della stagione All-Pro:
First-team
- Bobby Wagner LB
- Earl Thomas S
- Richard Sherman CB

Second-team
- Marshawn Lynch RB
- Kam Chancellor S

### Premi mensili e settimanali
- Kam Chancellor: miglior difensore della NFC della settimana 3 e 12[12][22].
- Jon Ryan: miglior giocatore degli special team della NFC del mese di settembre[42].
- Russell Wilson: miglior giocatore offensivo della NFC della settimana 5 e 16.
- Marshawn Lynch: miglior running back della settimana 10 e 16.
- Richard Sherman: miglior difensore della NFC della settimana 13[24].
- Bobby Wagner: miglior difensore della NFC del mese di dicembre[43].